# رومانوفکا (سرزمین آلتای)
رومانوفکا (به لاتین: Romanovka) یک منطقهٔ مسکونی در روسیه است که در سرزمین آلتای واقع شده‌است.